# La Vinícola
La Vinícola és una antiga fàbrica a Santa Margarida de Montbui (Anoia) inclòs a l'Inventari del Patrimoni Arquitectònic de Catalunya. El 1990-91 es realitzaren les obres de rehabilitació per a destinar-ho seu de les dependències municipals.

## Arquitectura
És un edifici dins la finca "La Vinícola" i està envoltat per uns jardins a diferents nivells que formen una plaça al seu accés. És una gran nau de secció basilical i planta rectangular. Té una nau central i unes de laterals de menor alçada. La central és coberta a dues aigües sobre encavallades de fusta i cables d'acer. A la façana principal hi ha l'accés que és perpendicular a l'eix longitudinal de l'edifici (làmina de pedra de composició abstracta amb elements simbòlic-representatius de la casa consistorial). Les façanes restants respecten el llenguatge original (pilastres d'obra vista i finestres al pla de façana). A la façana sud hi ha un alt sòcol de maó vist amb forats estrets i llargs. El balcó de l'alcalde que surt volat de la façana sud cap a la principal serveix de marquesina. L'interior és simètric respecte l'eix longitudinal centrat en gran doble espai central al qual donen, en dos nivells, els diferents despatxos situats al llarg del perímetre de l'edifici.

## Història
El 1904 la finca coneguda amb el nom de "La Falconera" és comprada per Joan Valls i Cos, blanquer d'Igualada que junt amb tres socis construeix una adoberia. El 1922 la finca i les edificacions són adquirides per la societat Canet i Sabater per a la fabricació d'alcohols, licors, compravenda de vins. El 1928 l'empresa passa a dir-se "La Vinícola S.A". L'any 1942 Bonaventura Bassegoda dirigeix les obres de reforma d'una de les naus del complex (actual ajuntament). Des del 1980 l'empresa entra en crisis i el 1988 l'Ajuntament de Montbui l'adquireix.